# Brunsvigia marginata
Brunsvigia marginata là một loài thực vật có hoa trong họ Amaryllidaceae. Loài này được (Jacq.) W.T.Aiton mô tả khoa học đầu tiên năm 1811.